# Grand Prix moto d'Allemagne 2004
Le  Grand Prix moto d'Allemagne 2004 est la huitième manche du championnat du monde de vitesse moto 2004. La compétition s'est déroulée du 16 au 18 juillet 2004 sur le Sachsenring. C'est la 68e édition du Grand Prix moto d'Allemagne.

## Classement final MotoGP
| Pos. | Pilote            | Constructeur | Temps/Écart     | Grille | Points |
| ---- | ----------------- | ------------ | --------------- | ------ | ------ |
| 1    | Max Biaggi        | Honda        | 42 min 23 s 287 | 1      | 25     |
| 2    | Alex Barros       | Honda        | +0 s 349        | 6      | 20     |
| 3    | Nicky Hayden      | Honda        | +4 s 293        | 9      | 16     |
| 4    | Valentino Rossi   | Yamaha       | +4 s 500        | 2      | 13     |
| 5    | Colin Edwards     | Honda        | +16 s 137       | 11     | 11     |
| 6    | Makoto Tamada     | Honda        | +16 s 482       | 13     | 10     |
| 7    | Shinya Nakano     | Kawasaki     | +18 s 477       | 5      | 9      |
| 8    | Kenny Roberts Jr  | Suzuki       | +23 s 335       | 3      | 8      |
| 9    | John Hopkins      | Suzuki       | +30 s 705       | 12     | 7      |
| 10   | Alex Hofmann      | Kawasaki     | +40 s 540       | 16     | 6      |
| 11   | Ruben Xaus        | Ducati       | +43 s 712       | 18     | 5      |
| 12   | Jeremy McWilliams | Aprilia      | +52 s 791       | 17     | 4      |
| 13   | Neil Hodgson      | Ducati       | +53 s 690       | 19     | 3      |
| 14   | Shane Byrne       | Aprilia      | +1 min 13 s 215 | 23     | 2      |
| 15   | Michel Fabrizio   | Harris WCM   | +1 min 20 s 050 | 21     | 1      |
| 16   | Chris Burns       | Harris WCM   | +1 tour         | 24     |        |
| Abd. | Kurtis Roberts    | Proton       | Abandon         | 22     |        |
| Abd. | Marco Melandri    | Yamaha       | Abandon         | 14     |        |
| Abd. | Norifumi Abe      | Yamaha       | Abandon         | 15     |        |
| Abd. | Troy Bayliss      | Ducati       | Abandon         | 8      |        |
| Abd. | Loris Capirossi   | Ducati       | Abandon         | 10     |        |
| Abd. | Sete Gibernau     | Honda        | Abandon         | 4      |        |
| Abd. | Carlos Checa      | Yamaha       | Abandon         | 7      |        |
| Abd. | Nobuatsu Aoki     | Proton       | Abandon         | 20     |        |

## Classement final 250 cm3
| Pos  | Pilote           | Constructeur | Temps/Écart     | Grille | Points |
| ---- | ---------------- | ------------ | --------------- | ------ | ------ |
| 1    | Dani Pedrosa     | Honda        | 41 min 37 s 239 | 5      | 25     |
| 2    | Sebastian Porto  | Aprilia      | +4 s 279        | 1      | 20     |
| 3    | Alex De Angelis  | Aprilia      | +16 s 403       | 2      | 16     |
| 4    | Hiroshi Aoyama   | Honda        | +16 s 769       | 12     | 13     |
| 5    | Randy de Puniet  | Aprilia      | +16 s 966       | 4      | 11     |
| 6    | Roberto Rolfo    | Honda        | +18 s 135       | 3      | 10     |
| 7    | Anthony West     | Aprilia      | +32 s 141       | 14     | 9      |
| 8    | Fonsi Nieto      | Aprilia      | +32 s 766       | 8      | 8      |
| 9    | Franco Battaini  | Aprilia      | +37 s 726       | 10     | 7      |
| 10   | Sylvain Guintoli | Aprilia      | +38 s 088       | 11     | 6      |
| 11   | Alex Debón       | Honda        | +50 s 782       | 13     | 5      |
| 12   | Chaz Davies      | Aprilia      | +50 s 934       | 17     | 4      |
| 13   | Joan Olive       | Aprilia      | +1 min 00 s 946 | 16     | 3      |
| 14   | Éric Bataille    | Honda        | +1 min 02 s 410 | 24     | 2      |
| 15   | Jakub Smrž       | Honda        | +1 min 02 s 527 | 21     | 1      |
| 16   | Naoki Matsudo    | Yamaha       | +1 min 02 s 554 | 9      |        |
| 17   | Taro Sekiguchi   | Yamaha       | +1 min 18 s 235 | 22     |        |
| 18   | Dirk Heidolf     | Aprilia      | +1 min 18 s 386 | 15     |        |
| 19   | Erwan Nigon      | Yamaha       | +1 min 21 s 155 | 23     |        |
| 20   | Johann Stigefelt | Aprilia      | +1 min 21 s 574 | 26     |        |
| 21   | Klaus Nohles     | Aprilia      | +1 min 22 s 048 | 19     |        |
| 22   | Toni Elías       | Honda        | +1 tour         | 7      |        |
| Abd. | Hugo Marchand    | Aprilia      | Abandon         | 20     |        |
| Abd. | Grégory Lefort   | Aprilia      | Abandon         | 27     |        |
| Abd. | Arnaud Vincent   | Aprilia      | Abandon         | 25     |        |
| Abd. | Alex Baldolini   | Aprilia      | Abandon         | 18     |        |
| Abd. | Max Sabbatani    | Yamaha       | Abandon         | 28     |        |
| Abd. | Manuel Poggiali  | Aprilia      | Abandon         | 6      |        |

## Classement final 125 cm3
| Pos  | Pilote            | Constructeur | Temps/Écart     | Grille | Points |
| ---- | ----------------- | ------------ | --------------- | ------ | ------ |
| 1    | Roberto Locatelli | Aprilia      | 40 min 03 s 511 | 10     | 25     |
| 2    | Héctor Barberá    | Aprilia      | +0 s 165        | 2      | 20     |
| 3    | Pablo Nieto       | Aprilia      | +0 s 706        | 5      | 16     |
| 4    | Andrea Dovizioso  | Honda        | +0 s 715        | 1      | 13     |
| 5    | Mika Kallio       | KTM          | +1 s 073        | 11     | 11     |
| 6    | Jorge Lorenzo     | Derbi        | +1 s 176        | 13     | 10     |
| 7    | Álvaro Bautista   | Aprilia      | +1 s 283        | 17     | 9      |
| 8    | Mirko Giansanti   | Aprilia      | +1 s 459        | 4      | 8      |
| 9    | Julián Simón      | Aprilia      | +9 s 636        | 7      | 7      |
| 10   | Marco Simoncelli  | Aprilia      | +11 s 821       | 6      | 6      |
| 11   | Steve Jenkner     | Aprilia      | +17 s 967       | 3      | 5      |
| 12   | Simone Corsi      | Honda        | +20 s 307       | 15     | 4      |
| 13   | Gioele Pellino    | Aprilia      | +31 s 798       | 19     | 3      |
| 14   | Sergio Gadea      | Aprilia      | +31 s 927       | 18     | 2      |
| 15   | Stefano Perugini  | Gilera       | +37 s 556       | 26     | 1      |
| 16   | Gabor Talmacsi    | Malaguti     | +37 s 720       | 20     |        |
| 17   | Lukas Pesek       | Honda        | +37 s 911       | 14     |        |
| 18   | Thomas Lüthi      | Honda        | +37 s 920       | 27     |        |
| 19   | Robbin Harms      | Honda        | +55 s 350       | 25     |        |
| 20   | Mattia Pasini     | Aprilia      | +55 s 384       | 24     |        |
| 21   | Patrick Unger     | Aprilia      | +58 s 942       | 30     |        |
| 22   | Vesa Kallio       | Aprilia      | +59 s 902       | 28     |        |
| 23   | Georg Frohlich    | Honda        | +1 min 17 s 723 | 34     |        |
| 24   | Jordi Carchano    | Aprilia      | +1 min 17 s 997 | 31     |        |
| 25   | Vaclav Bittman    | Honda        | +1 min 18 s 297 | 36     |        |
| 26   | Manuel Manna      | Malaguti     | +1 min 18 s 550 | 37     |        |
| 27   | Manuel Mickan     | Honda        | +1 tour         | 33     |        |
| Abd. | Youichi Ui        | Aprilia      | Abandon         | 8      |        |
| Abd. | Gino Borsoi       | Aprilia      | Abandon         | 9      |        |
| Abd. | Julian Miralles   | Aprilia      | Abandon         | 35     |        |
| Abd. | Imre Tóth         | Aprilia      | Abandon         | 23     |        |
| Abd. | Fabrizio Lai      | Gilera       | Abandon         | 16     |        |
| Abd. | Mike Di Meglio    | Aprilia      | Abandon         | 21     |        |
| Abd. | Simone Sanna      | Aprilia      | Abandon         | 22     |        |
| Abd. | Ángel Rodríguez   | Derbi        | Abandon         | 29     |        |
| Abd. | Raymond Schouten  | Honda        | Abandon         | 32     |        |